# Joya
Joya là một thị xã và là một nagar panchayat của quận Jyotiba Phule Nagar thuộc bang Uttar Pradesh, Ấn Độ.

## Nhân khẩu
Theo điều tra dân số năm 2001 của Ấn Độ, Joya có dân số 13.340 người. Phái nam chiếm 53% tổng số dân và phái nữ chiếm 47%. Joya có tỷ lệ 45% biết đọc biết viết, thấp hơn tỷ lệ trung bình toàn quốc là 59,5%: tỷ lệ cho phái nam là 56%, và tỷ lệ cho phái nữ là 34%. Tại Joya, 21% dân số nhỏ hơn 6 tuổi.